# Volksabstimmungen in der Schweiz 2018
Dieser Artikel bietet eine Übersicht der Volksabstimmungen in der Schweiz im Jahr 2018.
In der Schweiz fanden 2018 auf Bundesebene zehn Volksabstimmungen statt, im Rahmen von vier Urnengängen am 4. März, 10. Juni, 23. September und 25. November. Dabei handelte es sich um sechs Volksinitiativen, ein obligatorisches Referendum, zwei fakultative Referenden und einen Gegenentwurf zu einer zurückgezogenen Volksinitiative.

## Abstimmungen am 4. März 2018

### Ergebnisse
| Nr. | Vorlage | Art | Stimm- berechtigte | Abgegebene Stimmen | Beteiligung | Gültige Stimmen | Ja        | Nein      | Ja-Anteil | Nein-Anteil | Stände | Ergebnis |
| --- | --- | --- | ------------------ | ------------------ | ----------- | --------------- | --------- | --------- | --------- | ----------- | ------ | -------- |
| 616 | Bundesbeschluss vom 16. Juni 2017 über die neue Finanzordnung 2021                                                                         | OR  | 5'391'090          | 2'904'047          | 53,87 %     | 2'803'550       | 2'358'086 | 0'445'464 | 84,11 %   | 15,89 %     | 23:0   | ja       |
| 617 | Eidgenössische Volksinitiative vom 11. Dezember 2015 «Ja zur Abschaffung der Radio- und Fernsehgebühren (Abschaffung der Billag-Gebühren)» | VI  | 5'391'090          | 2'956'354          | 54,84 %     | 2'932'139       | 0'833'837 | 2'098'302 | 28,44 %   | 71,56 %     | 0:23   | nein     |

### Finanzordnung 2021
Sowohl die direkte Bundessteuer als auch die Mehrwertsteuer waren zeitlich befristet, die letztmals im Jahr 2004 erfolgte Verlängerung ihrer Erhebung wäre 2020 ausgelaufen. Um die beiden wichtigsten Einnahmequellen des Bundes weiterhin zu sichern, schlug der Bundesrat 2015 eine Aufhebung der Befristung vor, was aber nicht auf die Zustimmung des Parlaments stiess. Angesichts dieses Widerstands beantragte der Bundesrat daraufhin im Juni 2016 eine bis 2035 befristete Verlängerung, was eine Verfassungsänderung erforderte. Sowohl der Nationalrat als auch der Ständerat stimmten diesem Vorschlag einstimmig zu. Alle im Parlament vertretenen Parteien empfahlen die Annahme der Vorlage, nur einzelne Splitterparteien aus dem nationalkonservativen Spektrum sprachen sich dagegen aus. Angesichts dieser Ausgangslage war die Vorlage völlig unumstritten. Deutlich mehr als vier Fünftel der Abstimmenden nahmen sie an, am niedrigsten war der Ja-Stimmen-Anteil im Kanton Schaffhausen mit 78,5 Prozent.

### Abschaffung der Billag-Gebühren
Seit 1998 wurden die Empfangsgebühren für Radio- und Fernsehgeräte im Auftrag des Bundes vom Inkasso-Unternehmen Billag eingetrieben (2019 übernahm die Serafe diese Aufgabe). Im Juni 2014 begann ein aus Vertretern der Jungfreisinnigen und der Jungen SVP bestehendes Komitee mit dem Sammeln von Unterschriften für eine Volksinitiative. Dem Bund sollte die Kompetenz entzogen werden, Empfangsgebühren zu erheben oder Dritte damit zu beauftragen. Sendekonzessionen sollten regelmässig versteigert und Subventionen zur Unterstützung von Radio- und Fernsehstationen verboten werden. Die radikale Initiative, die durch die äusserst knappe Annahme der allgemeinen Empfangsgebühr im Juni 2015 zusätzlichen Auftrieb erhielt, wurde im Dezember 2015 eingereicht. Bundesrat und Parlament empfahlen ihre Ablehnung. Unterstützung erhielt das Anliegen insbesondere von der SVP und vom Gewerbeverband. In einer ungewöhnlich intensiv geführten Abstimmungskampagne sprachen sie unablässig von «Zwangsgebühren» und übten massive Kritik an der SRG, die mit ihrer aggressiven Wettbewerbsstrategie private Anbieter verdränge. Zudem nutze die jüngere Generation kaum noch lineares Fernsehen. Zur breit aufgestellten Gegnerschaft gehörten die meisten anderen Parteien sowie der Verband Schweizer Medien und Economiesuisse. Mit ihrem Service public leiste die SRG einen wesentlichen Beitrag zur demokratischen Meinungsbildung und zum landesweiten Zusammenhalt. Ohne die Gebühren und ihre Umverteilung innerhalb der SRG seien konkurrenzfähige Programme in der lateinischen Schweiz nicht mehr möglich, da ihre kleinen Marktsegmente nicht rentabel seien. Mehr als sieben Zehntel der Abstimmenden und alle Kantone lehnten die Initiative bei überdurchschnittlicher Beteiligung ab, wobei die Ablehnung in der Romandie am ausgeprägtesten war.

## Abstimmungen am 10. Juni 2018

### Ergebnisse
| Nr. | Vorlage | Art | Stimm- berechtigte | Abgegebene Stimmen | Beteiligung | Gültige Stimmen | Ja        | Nein      | Ja-Anteil | Nein-Anteil | Stände | Ergebnis |
| --- | --- | --- | ------------------ | ------------------ | ----------- | --------------- | --------- | --------- | --------- | ----------- | ------ | -------- |
| 618 | Eidgenössische Volksinitiative vom 1. Dezember 2015 «Für krisensicheres Geld: Geldschöpfung allein durch die Nationalbank! (Vollgeld-Initiative)» | VI  | 5'400'197          | 1'865'969          | 34,55 %     | 1'821'927       | 0'442'387 | 1'379'540 | 24,28 %   | 75,72 %     | 0:23   | nein     |
| 619 | Bundesgesetz vom 29. September 2017 über Geldspiele (Geldspielgesetz)                                                                             | FR  | 5'400'197          | 1'863'954          | 34,52 %     | 1'818'231       | 1'326'207 | 0'492'024 | 72,94 %   | 27,06 %     | –      | ja       |

### Vollgeld-Initiative
Nach der Weltfinanzkrise von 2008 erhielt die Idee des Vollgeld-Systems, bei dem die Geldschöpfung allein den Zentralbanken vorbehalten wäre, wieder Auftrieb. Der überparteiliche Verein «Monetäre Modernisierung» reichte im Mai 2014 eine Volksinitiative ein, mit der in der Bundesverfassung festgeschrieben werden sollte, dass nur noch die Schweizerische Nationalbank (SNB) Geld schaffen darf. Dies würde bedeuten, dass die Geldschöpfung durch Geschäftsbanken über Kredite ausgeschlossen wäre. Kredite dürften nur noch vergeben werden, wenn diese voll durch Spareinlagen oder Darlehen der SNB gedeckt sind. Durch Verteilung an Bund, Kantone und die Bevölkerung sollte die SNB neu geschaffenes Geld «schuldfrei» in Umlauf bringen. Bundesrat und Parlament wiesen das Begehren zurück. Unterstützung erhielten die Initianten nur von Links- und Rechtsaussenparteien, während die Grünen Stimmfreigabe beschlossen. Die Befürworter argumentierten vor allem mit der Stabilität des Finanz- und Wirtschaftssystems, die insbesondere in Krisenzeiten nur bei einer Deckung sämtlichen Geldes durch die Nationalbank gesichert sei. Das Vollgeld garantiere auch, dass die Geldschöpfung dem Allgemeinwohl zugute komme. Die Gegner, zu denen fast alle im Parlament vertretenen Parteien sowie die Wirtschaftsverbände und Gewerkschaften gehörten, hielten die geforderte Umstellung auf ein Vollgeld-System für ein hochriskantes Experiment. Die absehbaren Kreditengpässe und der zunehmende politische Druck würden die Unabhängigkeit der SNB gefährden und die Stabilität des Finanzsystems nicht stärken, sondern sogar schwächen. Die Vorlage war chancenlos: Drei Viertel der Abstimmenden und alle Kantone lehnten sie ab, wenn auch bei geringer Beteiligung.

### Geldspielgesetz
Ein im März 2012 von Volk und Ständen angenommener Verfassungsartikel stellte sicher, dass Gewinne, die durch vom Bund und Kantonen bewilligte Glücksspiele erzielt werden, zu einem grossen Teil gemeinnützigen Zwecken dienen; neu aufgenommen wurden Geschicklichkeitsspiele. Das daraufhin revidierte und vom Parlament angenommene Geldspielgesetz regelte den Betrieb von Spielbanken und verpflichtete Anbieter zu Abgaben zugunsten der AHV und der IV, der Sport- und Kulturförderung sowie sozialer Institutionen. Ebenfalls vorgesehen waren Netzsperren für Online-Casinos, die keine Schweizer Konzession oder Bewilligung besitzen. Da das Gesetz ausländische Anbieter von Onlinepoker und -roulette ausschloss, ergriff ein Komitee unter Führung mehrerer Jungparteien das Referendum. Die Gegner, zu denen BDP, FDP, Grüne und GLP gehörten, warben mit Slogans wie «Keine Zensur im Internet». Sie sahen in dem neuen Gesetz ungerechtfertigten Protektionismus zugunsten einheimischer Glücksspielanbieter. Ebenso befürchteten sie einen Dammbruch, der zu weiterer Zensur bei Musik, Filmen oder sogar Informationen führen könnte. Die Befürworter, zu denen insbesondere CVP, EVP und SP gehörten, betonten den Kampf gegen die Geldwäscherei sowie die Stärkung des gemeinnützigen Charakters. Bei einer Ablehnung würden Einnahmequellen für Sport- und Kulturveranstaltungen versiegen, da sonst zunehmend Gelder an ausländische Online-Anbieter abfliessen würden. Annähernd drei Viertel der Abstimmenden nahmen die Vorlage an.

## Abstimmungen am 23. September 2018

### Ergebnisse
| Nr. | Vorlage | Art | Stimm- berechtigte | Abgegebene Stimmen | Beteiligung | Gültige Stimmen | Ja        | Nein      | Ja-Anteil | Nein-Anteil | Stände | Ergebnis |
| --- | --- | --- | ------------------ | ------------------ | ----------- | --------------- | --------- | --------- | --------- | ----------- | ------ | -------- |
| 620 | Bundesbeschluss vom 13. März 2018 über die Velowege sowie die Fuss- und Wanderwege (direkter Gegenentwurf zur Volksinitiative «Zur Förderung der Velo-, Fuss- und Wanderwege [Velo-Initiative]») | GE  | 5'412'449          | 2'028'856          | 37,48 %     | 2'004'253       | 1'475'000 | 0'529'253 | 73,59 %   | 26,41 %     | 23:0   | ja       |
| 621 | Eidgenössische Volksinitiative vom 26. November 2015 «Für gesunde sowie umweltfreundlich und fair hergestellte Lebensmittel (Fair-Food-Initiative)»                                              | VI  | 5'412'449          | 2'030'846          | 37,52 %     | 2'002'147       | 0'774'821 | 1'227'326 | 38,70 %   | 61,30 %     | 4:19   | nein     |
| 622 | Eidgenössische Volksinitiative vom 30. März 2016 «Für Ernährungssouveränität. Die Landwirtschaft betrifft uns alle»                                                                              | VI  | 5'412'449          | 2'027'998          | 37,47 %     | 1'987'195       | 0'628'301 | 1'358'894 | 31,62 %   | 68,38 %     | 4:19   | nein     |

### Gegenentwurf zur Velo-Initiative
Ende 2015 reichten verschiedene Umwelt- und Verkehrsorganisationen gemeinsam die «Velo-Initiative» ein, die den Bund dazu verpflichten sollte, den Radverkehr zu fördern. Da Planung, Bau und Unterhalt von Radwegen in der Kompetenz der Kantone und Gemeinden liegen, stellte der Bundesrat der Initiative einen direkten Gegenentwurf gegenüber. Er würde die Radwege mit den Fuss- und Wanderwegen gleichstellen, ohne dass es zu Überschneidungen bei den Zuständigkeiten kommt. Statt einer Förderpflicht sollte der Bund die Möglichkeit erhalten, Massnahmen der Kantone zu unterstützen, was jährliche Kosten von zwei Millionen Franken verursachen würde. Nachdem das Parlament dem Gegenentwurf zugestimmt hatte, zogen die Initianten ihr Begehren zurück, da sie mit dem erzielten Kompromiss zufrieden waren. Einzig die SVP setzte sich gegen den Bundesbeschluss zur Wehr, da sie unabsehbare Mehrkosten und eine unnötige Aufblähung der Bundesverwaltung durch die neuen Koordinationskompetenzen befürchtete. Alle anderen im Parlament vertretenen Parteien argumentierten, dass die Förderung des Radverkehrs zu einer Verbesserung der Umwelt und Verkehrssicherheit beitrage und dass sich die Ungleichbehandlung gegenüber den Fuss- und Wanderwegen nicht begründen lasse. Bei geringer Beteiligung stimmten drei Viertel der Abstimmenden und alle Kantone der Vorlage zu.

### Fair-Food-Initiative
Im November 2015 reichten die Grünen eine Volksinitiative ein, deren Ziel es war, den Bund bei der Versorgung der Bevölkerung mit fair, tier- und umweltfreundlich produzierten Lebensmitteln stärker in die Verantwortung zu nehmen. Konkret verlangte sie, dass importierte Lebensmittel grundsätzlich den schweizerischen Auflagen betreffend Tier- und Umweltschutz genügen und unter fairen Arbeitsbedingungen produziert werden. Ebenso sollte der Bund regionale und saisonale Produkte fördern, klima- und umweltschädliche Auswirkungen verringern sowie Massnahmen gegen Food Waste ergreifen. Bundesrat und Parlament empfahlen die Ablehnung der Initiative, da sie nur schwer mit bestehenden Handelsabkommen zu vereinbaren sei und in der Umsetzung einen grossen bürokratischen Aufwand erfordern würde. Während die GLP Stimmfreigabe beschloss, sprachen sich die bürgerlichen Parteien gegen die Initiative aus. Sie warnten vor steigenden Preisen, weniger Auswahl, Bevormundung und einem grossen Kontrollaufwand. Economiesuisse warnte vor einer möglichen Verteuerung der Lebensmittelpreise um bis zu 50 Prozent, was unweigerlich zu stärkerem Einkaufstourismus im grenznahen Ausland führen würde. Zu den Befürwortern gehörten neben EVP und SP auch Tierschützer und Hilfswerke. Sie argumentierten, dass eine nachhaltige Landwirtschaft notwendig sei für die Erhaltung der natürlichen Lebensgrundlagen. Die Initiative würde dazu führen, dass Konsumenten gesund und mit gutem Gewissen essen könnten. Etwas mehr als drei Fünftel der Abstimmenden lehnten die Vorlage ab; Ja-Mehrheiten erzielte sie in den Kantonen Genf, Jura, Neuenburg und Waadt.

### Ernährungssouveränität
Mit einer im März 2016 eingereichten Volksinitiative wollte die Bauerngewerkschaft Uniterre erreichen, dass kleine Landwirtschaftsbetriebe nicht mehr in ihrer Existenz gefährdet sind und die Abhängigkeit von Nahrungsmittelimporten sinkt. Zu diesem Zweck strebte sie eine grundlegende Neuausrichtung der Schweizer Agrarpolitik an, die auf einer vielfältigen, kleinbäuerlichen und gentechnikfreien Landwirtschaft basieren sollte. Die ausserordentlich detaillierte Vorlage verlangte vom Bund, den fortlaufenden Strukturwandel zu stoppen und die Anzahl der Landwirte wieder zu erhöhen. Lebens- und Futtermittel sollten überwiegend aus einheimischer und nachhaltiger Produktion stammen, während auf Importen Zölle erhoben werden sollten. Schliesslich sollte die Einfuhr von Agrarprodukten, die den sozialen und ökologischen Anforderungen nicht genügen, verboten werden können. Bundesrat und Parlament sprachen sich gegen die Initiative aus, da sie der Agrarpolitik des Bundes in wesentlichen Punkten widerspreche. Unterstützung erhielten die Initianten einzig von linken Parteien, Tierschützern und der Kleinbauern-Vereinigung. Die Befürworter betonten das Prinzip der Ernährungssouveränität, die eine Antwort auf die schädlichen Aspekte der modernen Landwirtschaft und des Freihandels sei. Jedes Land habe das Recht, sich mit ökologisch, sozial und lokal produzierten Lebensmitteln zu versorgen. Während der Bauernverband Stimmfreigabe beschloss, setzten sich bürgerliche Parteien und Wirtschaftsverbände gegen die Initiative ein. Sie stehe in totalem Widerspruch zum gegenwärtigen Wirtschaftssystem, forciere einen übermässigen Eingriff des Staates und trage protektionistische sowie planwirtschaftliche Züge. Mehr als zwei Drittel der Abstimmenden lehnten die Vorlage ab; Ja-Mehrheiten resultierten in den Kantonen Genf, Jura, Neuenburg und Waadt.

## Abstimmungen am 25. November 2018

### Ergebnisse
| Nr. | Vorlage | Art | Stimm- berechtigte | Abgegebene Stimmen | Beteiligung | Gültige Stimmen | Ja        | Nein      | Ja-Anteil | Nein-Anteil | Stände | Ergebnis |
| --- | --- | --- | ------------------ | ------------------ | ----------- | --------------- | --------- | --------- | --------- | ----------- | ------ | -------- |
| 623 | Eidgenössische Volksinitiative vom 23. März 2016 «Für die Würde der landwirtschaftlichen Nutztiere (Hornkuh-Initiative)»                                           | VI  | 5'420'789          | 2'618'247          | 48,30 %     | 2'528'872       | 1'144'845 | 1'384'027 | 45,27 %   | 54,73 %     | 5:18   | nein     |
| 624 | Eidgenössische Volksinitiative vom 12. August 2016 «Schweizer Recht statt fremde Richter (Selbstbestimmungsinitiative)»                                            | VI  | 5'420'789          | 2'624'136          | 48,41 %     | 2'585'789       | 0'872'288 | 1'713'501 | 33,73 %   | 66,27 %     | 0:23   | nein     |
| 625 | Änderung vom 16. März 2018 des Bundesgesetzes über den Allgemeinen Teil des Sozialversicherungsrechts (Gesetzliche Grundlage für die Überwachung von Versicherten) | FR  | 5'420'789          | 2'622'391          | 48,38 %     | 2'577'021       | 1'667'849 | 0'909'172 | 64,72 %   | 35,28 %     | –      | ja       |

### Hornkuh-Initiative
Dem Bergbauern Armin Capaul missfiel es, dass immer häufiger enthornte Kühe gehalten werden. Er begann 2010, offene Briefe an das Bundesamt für Landwirtschaft zu schreiben, konnte damit aber nichts bewirken. Weitere offene Briefe an Bundesrat Johann Schneider-Ammann und das Parlament sowie eine 2013 eingereichte Petition hatten ebenso wenig Erfolg. Schliesslich gründete Capaul ein Komitee, das im April 2016 eine Volksinitiative einreichte. Die Bundesverfassung sollte um einen Passus erweitert werden, wonach Halter von Kühen und Ziegen finanziell unterstützt werden, solange die ausgewachsenen Tiere Hörner tragen. Bundesrat und Parlament empfahlen die Ablehnung der Initiative, da die Haltung horntragender Tiere ein «unternehmerischer Entscheid der Landwirte» sei, in den nicht eingegriffen werden sollte. Unterstützt wurden Capaul und seine Mitstreiter von linken Parteien, der GLP, von Tierschützern und der Kleinbauern-Vereinigung. Die Befürworter betonten vor allem das Tierwohl. Es könne nicht bestritten werden, dass die Enthornung für die Tiere schmerzhaft sei. Ebenso seien die Hörner für das Sozialverhalten und die Rangordnung der Tiere wichtig. Während der Bauernverband Stimmfreigabe beschloss, sprachen sich die bürgerlichen Parteien gegen die Initiative aus. Sie argumentierten, eine solche Frage könne auf Gesetzesebene besser geregelt werden als in der Verfassung. Die finanzielle Unterstützung für Halter von Hornkühen und -ziegen könnte für das Tierwohl sogar kontraproduktiv sein, da mehr Tiere angebunden in Ställen gehalten würden. Eine relativ knappe Mehrheit der Abstimmenden lehnte die Vorlage ab. Zustimmende Mehrheiten resultierten in den Kantonen Basel-Landschaft, Basel-Stadt, Genf, Glarus, Schaffhausen und Tessin.

### Selbstbestimmungsinitiative
Die SVP war der Ansicht, dass Parlament, Regierung, Verwaltung und Justiz die wortgetreue Umsetzung mehrerer ihrer Volksinitiativen, die von Volk und Ständen angenommen worden waren, unter Berufung auf das Völkerrecht verweigern würden. Aus diesem Grund reichte sie im August 2016 die Selbstbestimmungsinitiative ein, die den Vorrang des Schweizer Verfassungsrechts vor dem Völkerrecht in der Bundesverfassung verankern sollte. Ausnahmen sollten nur beim zwingenden Völkerrecht wie dem Verbot von Sklaverei, Folter oder Völkermord gelten. Bestehende völkerrechtliche Verträge sollten angepasst oder gekündigt werden. Ausserdem sollten Gerichte und Verwaltung internationale Verträge nicht anwenden, wenn diese im Widerspruch zu Verfassungsbestimmungen stehen. Bundesrat und Parlament empfahlen die Ablehnung. Unterstützung erhielt die SVP nur von kleinen Rechtsaussenparteien. Die Befürworter führten eine ungewohnt gemässigte Kampagne; sie waren der Ansicht, dass mit der Initiative die Rechtssicherheit erhöht und die Demokratie gestärkt würden. Die Stimmbürger würden die Kontrolle über die Rechtsordnung und das Recht auf Selbstbestimmung wiedererlangen. Zu den Gegnern gehörten Links- und Mitte-Parteien, Wirtschaftsverbände und Gewerkschaften. Gerade die Schweiz als Kleinstaat sei auf das Völkerrecht angewiesen und würde mit der Initiative wirtschaftlich Schaden nehmen, weil sie kein verlässlicher Vertragspartner mehr wäre. Es seien nicht nur 600 wirtschaftliche Abkommen gefährdet, sondern es drohe auch ein geringerer Schutz der Grundrechte, da die Schweiz die Europäische Menschenrechtskonvention nicht mehr einhalten könnte und kündigen müsste. Zwei Drittel der Abstimmenden und alle Kantone verwarfen die Vorlage.

### Überwachung von Versicherten
Ab 2005 begannen einzelne Gemeinden verdeckte Ermittler einzusetzen, um vermuteten Versicherungsbetrug bei Sozialhilfeleistungen aufzuspüren. Während das Bundesgericht 2009 die Zulässigkeit solcher Observationen bejahte, kam der Europäische Gerichtshof für Menschenrechte 2016 zum Schluss, dass zumindest Unfallversicherungen keine genügende gesetzliche Grundlage besässen, um Versicherte durch Privatdetektive überwachen zu lassen. Schliesslich urteilte das Bundesgericht 2017, dass dies auch auf Sozialversicherungen zutrifft. Noch vor dem zweiten Urteil des Bundesgerichts begannen Arbeiten an der Revision des Sozialversicherungsrechts, die unter anderem die Schaffung eines Observationsartikels vorsahen. Das Parlament beschloss, dass versicherte Personen observiert werden dürfen, wenn konkrete Anhaltspunkte für einen unrechtmässigen Leistungsbezug bestehen. Observationen sollten jedoch nur an allgemein zugänglichen Orten oder in von dort aus frei einsehbaren Bereichen möglich sein. Gegen diesen Beschluss ergriff ein von der Schriftstellerin Sibylle Berg angeführtes linkes Komitee erfolgreich das Referendum. Unterstützung erhielt es von linken Parteien, der GLP und den Gewerkschaften. Als zentrales Argument führten die Gegner an, dass das neue Gesetz den Versicherungen grössere Kompetenzen zur Überwachung einräume als der Polizei oder dem Nachrichtendienst. Wegen einer im Abstimmungsbüchlein zu tief angegebenen Zahl der bis 2016 erfolgten Observationen reichte das Komitee eine Abstimmungsbeschwerde ein, die jedoch vom Bundesgericht nicht rechtzeitig behandelt werden konnte. Die bürgerlichen Gegner wiederum priesen die Vorlage als effizientes Mittel zur Bekämpfung von Sozialhilfemissbrauch und anderen Betrugsfällen. Knapp drei Viertel der Abstimmenden nahmen das revidierte Gesetz an, Nein-Mehrheiten gab es nur in den Kantonen Genf und Jura.